# Lou X
Lou X, de son vrai nom Luigi Martelli (né le 18 octobre 1971 à Tortoreto), est un rappeur italien. En plus de sortir des albums sous son propre nom, il collabore avec le groupe romain Assalti Frontali, avec lequel il travaille sur l'album Terra di nessuno, avec C.U.B.A. Cabbal, DJ Disastro et le groupe milanais Piombo a Tempo. Il collabore également à l'album Provincia di piombo de Menti Criminali sur le titre Una sola famiglia. En 2015, le rappeur Mezzosangue utilise sa voix dans le morceau Senza dio né stato.
MC fondamental pour les origines du hip-hop italien, avec des albums comme Dal basso, il se distingue par son cran et sa capacité à s'impliquer dans les performances live et par une attitude de combat évolutive, bien que profondément consciente.

## Biographie
Lou X commence à écouter du rap à l'âge de 17 ans. En 1991, il publie Rappresaglia, sa première démo, auto-produite, disponible uniquement sur cassette audio. En 1993, avec le beatmaker Disastro, il sort l'album Dal basso, distribué par Cordata, un label discographique né au sein du centre social Forte Prenestino à Rome. L'album, d'un genre rap hardcore, semble politisé mais a un grand impact en raison de la colère et de l'urgence de l'expression. La même année, avec le C.U.B.A., Cabbal sanctionne la longue collaboration dans les centres sociaux avec les Milanais Piombo a Tempo (anciennement Lion Horse Posse) avec le morceau La lista compris dans l'album Cattivi maestri de Piombo a Tempo publié par Flying Records, qui capture l'atmosphère du rap militant et de rue qui se développe en Italie.
Son deuxième album, A volte ritorno, sorti en 1995, suit les traces de son premier travail en termes de textes, créant des scénarios efficaces sur l'anarchie quotidienne, tout en dénotant des veines dub et trip hop ; c'est un disque sombre et parfois dérangeant, l'un des précurseurs de ce qui allait devenir la scène italienne. Grâce au soutien promotionnel d'un grand label discographique, avec le single La raje (en dialecte abruzzais « la rabbia », un morceau qui utilise un sample de Summer Madness de Kool and the Gang datant de 1974), le rappeur atteint la liste de lecture de Videomusic, et la programmation des réseaux de radio.
De 1995 date également le projet Costa Nostra avec C.U.B.A. Cabbal, Dsastro et Eko ; ce projet donne lieu à l'album La realtà, la lealtà e lo scontro sorti en 1998, également distribué par BMG. En 2001, Lou X collabore à l'album Alla corte de lo governatore de C.U.B.A. Cabbal sur le titre Essi ridono. En 2005, Lou X collabore à l'album suivant de C.U.B.A. Cabbal, The Dervish Made Me Do It, sur le titre Reportage dal fronte.
Après un passage dans le projet Unità Di Crisi avec C.U.B.A. Cabbal et Leleprox, en 2007 et 2008 il collabore avec Detox sur deux morceaux. En 2014, il apparaît dans le clip du morceau Suona ancora d'Aban, avec qui il collabore la même année sur le morceau A ferro e fuoco, coproduisant le titre et chantant le refrain.

## Discographie

### Album démo
- 1991 : Rappresaglia (cassette audio)

### Albums studio
- 1993 : Dal basso (avec DJ Dsastro, réédité en 2015)
- 1995 : A volte ritorno (avec DJ Dsastro, réédité en 2019)
- 1998 : La realtà, la lealtà e lo scontro (réédité en 2017)

### Collaborations
- 1992 : Assalto Frontale (sur Terra di nessuno des Assalti Frontali)
- 1994 : Una sola famiglia (sur Provincia di piombo de Menti Criminali)
- 1994 : La lista (sur Cattivi maestri de Piombo a Tempo)
- 2001 : Essi ridono (sur Alla Corte De Lo Governatore) de C.U.B.A. Cabbal)
- 2005 : Reportage dal fronte (sur The Dervish Made Me Do It de C.U.B.A. Cabbal)
- 2014 : A ferro e fuoco (sur A ferro e fuoco d'Aban)